# Marija Matios
Marija Matios (Roztoky, Putyljski rajon, Černovačka oblast, Bukovina, 19. prosinca 1959.) (ukr. Марія Василівна Матіо́с) je poznata ukrajinska književnica i publicistica. Piše romane i pjesme. Osim na ukrajinskom jeziku, piše i na poljskom jeziku.

## Životopis
Rodila se u selu Roztokima u Bukovini, na zapadu ukrajinskih Karpata 1959. godine.
Piše od 1974. godine. To vrijeme 1970-ih bilo je vrijeme kad je sovjetski režim ponovno zatirao ukrajinsku književnost, oživjelu preporodom 1960-ih. Pisanju se posvetila radi prikazivanja nepravde koju se je nanijelo njenom narodu. Proganjana je bila onda, a cenzurirana i proganjana je bila i u novije vrijeme, jer je otvoreno progovorila o društvenim tabuima u knjizi Istrgnute stranice iz biografije.
Studirala je filologiju na sveučilištu Jurja Fedkoviča u Černovcima.
Njen magnum opus, roman Slatka Darica: drama u tri života (ukr. izvorno Солодка Даруся) na hrvatski je jezik prevela hrvatska ukrajinistica i kroatistica Dijana Dill. Djelo obiluje ukrajinskim dijalektizmima. Osim hrvatskog, djela su joj prevedena na azerski, bjeloruski, japanski, kineski, rumunjski, poljski, ruski, srpski i židovski jezik.
Ima naslov neokrunjene "najplodnije spisateljice Ukrajine".
Književna ju kritika naziva "vražićkom koji je iskočio iz tabakerice", do "vele-dame ukrajinske književnosti".

## Djela
Zbirke pjesama:
- Z travi i lystja (1982.)
- Vogonj žyvyci (1986.)
- Sad neterpinnja (1994.)
- Desjat' dek moroznoj vody (1995.)
- Žinočyj arkan (2001.)
- Žinočyj arkan u sadu neterpinnja (2007.)

## Nagrade i priznanja
- Koronacija riječi (Коронація слова), 2007.
- nacionalna nagrada Ukrajine Taras Ševčenko, 2005. za roman Slatka Darica: drama u tri života
- ukrajinska knjiga godine (Книжка року ) 2004., 2007. i 2008.

## Vanjske poveznice
- (ukr.) Službene stranice Marije Matios  Arhivirana inačica izvorne stranice od 14. ožujka 2012. (Wayback Machine)
- (polj.) Službene stranice Marije Matios na poljskom jeziku  Arhivirana inačica izvorne stranice od 10. ožujka 2007. (Wayback Machine)